# شارلوته سترومبرغ
شارلوته سترومبرغ (بالسويدية: Charlotte Strömberg)‏ هي سيدة أعمال سويدية، ولدت في 1959.